# Vương Di
Vương Di (chữ Hán: 王弥, ? – 311), người Đông Lai , ban đầu là thủ lĩnh khởi nghĩa nông dân cuối đời Tây Tấn, về sau quy phục Lưu Uyên, kết cục bị Thạch Lặc sát hại.

## Khởi binh phản Tấn
Vương Di sinh ra trong một gia đình sĩ tộc cấp cao, luôn có người được nhận bổng lộc 2000 thạch/ năm. Ông nội là Vương Kỳ, làm Huyền Thổ thái thú nhà Tào Ngụy, rồi làm Nhữ Nam thái thú nhà Tây Tấn. Di có tài năng, học khắp sách vở. Thiếu thời ông du ngoạn đến kinh đô, ẩn giả Đổng Trọng Đạo nhận xét: "Anh tiếng sói mắt beo, ưa thích loạn lạc; nếu thiên hạ rối rắm, thì không làm sĩ đại phu đâu."
Năm Vĩnh Hưng thứ 3 (306), Di đưa cả nhà tham gia cuộc nổi dậy của đạo sĩ Lưu Bách Căn ở huyện Tiên Huyền, được làm Trưởng sử. Bách Căn mất, ông tụ tập đồ đảng ở ven biển, bị Cẩu Thuần đánh bại, chạy vào núi Trường Quảng tiếp tục chống đối. Di nhiều mưu trí, trước khi làm gì cũng tính đúng thành bại, lực lượng dần lớn mạnh; lại giỏi cưỡi ngựa bắn cung, sức lực hơn người, được bọn thổ hào gọi là "Phi báo". Ông đưa quân vào cướp vùng Thanh, Từ, bị Duyện Châu thứ sử Cẩu Hy đánh bại. Di tập hợp lại lực lượng, giằng co với Hy, nhưng không thắng. Di tiến quân cướp các quận Thái Sơn, Lỗ Quốc, Tiếu, Lương, Trần, Nhữ Nam, Dĩnh Xuyên, Tướng Thành, vào Hứa Xương, mở kho lẫm, lấy binh khí; chiếm được nơi nào, giết hại hầu hết quan viên, tập hợp được mấy vạn người, triều đình không thể khống chế.

## Quy thuận Lưu Uyên
Giữa lúc thiên hạ loạn lạc, Di uy hiếp Lạc Dương, đóng đồn ở Thất Lý Giản, nhưng bị quan quân đánh bại. Ông vượt Hoàng Hà quy thuận Lưu Uyên. Di được Uyên tiếp đón trọng thể, nhân đó khuyên ông ta xưng đế, nhưng Uyên từ chối. Ông được thự chức Tư lệ hiệu úy, gia thị trung, đặc tiến, nhưng cố từ. Di theo Lưu Diệu chiếm Hà Nội, rồi cùng Thạch Lặc đánh Lâm Chương.
Đầu những năm Vĩnh Gia (307 – 313), Di cướp Thượng Đảng, vây Hồ Quan, đánh bại quân Tấn của bọn Hoài Nam nội sử Vương Khoáng, An Phong thái thú Vệ Kiền do Đông Hải vương Tư Mã Việt phái đến, giết 6, 7 phần 10. Lưu Uyên tiến ông làm Chinh đông đại tướng quân, phong Đông Lai công. Di cùng bọn Lưu Diệu, Thạch Lặc đánh Ngụy Quận, Cấp Quận, Đốn Khâu, hạ hơn 50 lũy, đều thu nạp dân quân vào quân đội của mình. Lại cùng Lặc đánh Nghiệp, An bắc tướng quân Hòa Úc bỏ thành mà chạy. Tấn Hoài đế sai Bắc trung lang tướng Bùi Hiến đến Bạch Mã dẹp Di, Xa kị tướng quân Vương Kham đến Đông Yên dẹp Lặc, Bình bắc tướng quân Tào Vũ đến Đại Dương dẹp Uyên. Bộ tướng của Tào Vũ là Bành Mặc bị Lưu Thông đánh bại và giết chết, các cánh quân Tấn đều lui chạy. Lưu Thông vượt Hoàng Hà, quân Tấn của Tư lệ hiệu úy Lưu Thôn, tướng quân Tống Trừu không ngăn nổi. Di, Thông đem vạn kỵ binh đến kinh thành, đốt Nhị Học . Đông Hải vương Tư Mã Việt đánh lui bọn Di ở Tây Minh Môn. Ông lại đưa 2000 kỵ binh đi cướp các huyện thuộc quận Tương Thành; bấy giờ lưu dân từ các quận Hà Đông, Bình Dương, Hoằng Nông, Thượng Đảng chạy nạn đến Dĩnh Xuyên, Tướng Thành, Nhữ Nam, Nam Dương, Hà Nam, bị dân sở tại kỳ thị, nên đốt phá thành ấp, giết quan viên lương bổng 2000 thạch mà hưởng ứng Di. Ông đưa 2 vạn người hội quân với Thạch Lặc, cướp bóc Trần Quận, Dĩnh Xuyên, đóng đồn Dương Diệu, sai em là Chương theo Thạch Lặc cùng cướp bóc Từ, Duyện, nhân đó phá được quân của Tư Mã Việt.

## Gây loạn Vĩnh Gia
Di sau khi cùng Lưu Diệu chiếm được Tương Thành, bèn áp sát kinh sư. Khi ấy khu vực kinh thành đang có nạn đói, để tìm lương thực, trăm họ lưu vong, quan lại chạy đi Hà Âm. Diệu, Di chiếm được kinh thành, đến tiền điện Thái Cực, thả quân cướp bóc. Bọn họ giam Tấn Hoài đế ở Đoan Môn, làm nhục Dương hoàng hậu (của Tấn Huệ đế), giết hoàng thái tử Tư Mã Thuyên, đào bới lăng mộ, thiêu hủy cung miếu, khắp nơi tan hoang, trăm quan và dân chúng bị giết hơn 3 vạn người; rồi dời đế đi Bình Dương.
Di có tài vũ lược, Diệu muốn khống chế, nhưng ông không theo. Diệu giết bộ hạ của Di là Nha môn Vương Tuyên, ông giận, quay ra giao chiến với Diệu, đôi bên chết hơn ngàn người. Trưởng sử của Di là Trương Tung can ngăn, ông cho là phải, bèn nhận lỗi về mình, Diệu bèn thưởng cho Tung trăm cân vàng. Di khuyên Diệu giữ lại Lạc Dương, nhưng Diệu không nghe, đốt thành bỏ đi. Ông giận, đưa quân về phía đông đóng đồn ở Hạng Quan.
Ban đầu Lưu Diệu lấy cớ Di vào Lạc Dương trước, không đợi mình, nên oán hận, đến nay thì hiềm khích phát sinh. Lưu Thôn thuyết phục ông quay về Thanh Châu, Di đồng ý, bèn lấy Tả trưởng sử Tào Nghi làm Trấn đông tướng quân, cấp 5000 quân, đưa phần lớn bảo vật về quê nhà, tập hợp thêm quân đội, đón gia đình của ông. Di còn sai bộ tướng là bọn Từ Mạc, Cao Lương soái bộ khúc mấy ngàn người theo sau Nghi, binh lực của ông càng thêm suy yếu.

## Cái chết
Từ sớm, Thạch Lặc đã ghét Di kiêu dũng, thường ngầm phòng bị. Ông phá Lạc Dương, gởi mỹ nữ và bảo vật để kết giao. Khi Lặc bắt được Cẩu Hi, dùng ông ta làm Tả tư mã, Di chúc mừng, nhân đó khuyên Lặc chống lại Lưu Diệu, Lặc càng thêm nghi kỵ, bắt đầu tính kế giết ông. Lưu Thôn khuyên Di gọi Tào Nghi, cậy vào quân đội của ông ta để giết Lặc. Vì thế Di sai Thôn đi Thanh Châu trước, rồi vờ mời Lặc cùng đi Thanh Châu. Thôn đến Đông A, bị kỵ binh của Lặc bắt được. Lặc đọc được thư của Di gởi cho Tào Nghi, cả giận, bèn giết Thôn. Di chưa biết gì, Lặc bày tiệc, rồi phục binh tập kích ông, giết được, sau đó thôn tính quân đội của Di.